# Oscar Söderholm
Oscar Söderholm, född 7 juli 1875 i Falun, död 7 juli 1936 i Söderhamn, var en svensk skådespelare, fotograf och regissör. 

## Filmografi
- 1910 – Värmlänningarne
- 1910 – Fänrik Ståls sägner
- 1910 – Emigranten
- 1910 – Bröllopet på Ulfåsa

## Regi och filmfoto
- 1908 – Han som klara' boven